# Ulviyya Hamzayeva
Ulviyya Hamzayeva est une femme politique azerbaïdjanaise, membre des Ve et VIe législatures de l'Assemblée nationale d'Azerbaïdjan.

## Biographie
Ulviyya Hamzayeva est née le 30 avril 1982 dans le village de Chekarabad de la région de Babek, République autonome de Nakhitchevan.
Elle est diplômée de la faculté des arts de l'Université d'État de Nakhitchevan. Elle parle anglais et russe.

### Carrière
Elle est l'artiste émérite de la République d'Azerbaïdjan et de la République autonome du Nakhitchevan. Elle est membre de l'Union des artistes d'Azerbaïdjan, président de l'Union des artistes de la République autonome du Nakhitchevan.
En 2004-2014, elle a travaillé comme enseignante à l'Université d'État de Nakhitchevan. Elle est membre du comité culturel de l'Assemblée nationale. Ulviyya Hamzayeva est membre de groupes de travail sur les relations avec les parlements d'Estonie, de Finlande, d'Iran, d'Italie, du Kazakhstan, du Mexique, du Pakistan, de Pologne et de Turquie.
Elle est membre de la délégation azerbaïdjanaise à l'Union interparlementaire.

### Famille
Elle est mariée et a un enfant.